# الفتاة المسترجلة (فلم 2011)
الفتاة المسترجلة أو تومبوي (بالإنجليزية:Tomboy) فيلم درامي فرنسي عرض لأول مره في 20 أبريل 2011 من إخراج سيلين سياما ويتحدث عن فتاة عمرها 10 سنوات تعاني من تفاوت جندري، الفيلم من بطولة زوي هيران.

## القصة
لور فتاة عمرها 10 سنوات تعاني من تفاوت جندري وتحاول دوما ان تظهر بمظر الصبيان وتسمي نفسها مايكل باعتبار انها تعاني من تعبير جندري حيث تلعب وتتعارك معهم وتخفي عن أصدقائها انها فتاة وتعرفت على صديقه اسمها ليزا، إلى ان جاء يوم وتعاركت مع أحد الصبية الذي ضرب اختها الصغرى وتهزمه ويقوم الاخير باخبار امه بالامر وتاتي لمنزل لور وتتحدث مع امها وينكشف سر لور امام جميع الصبية وليزا أيضا فتغضب ليزا للأمر وتقوم لور في النهاية بالاعتراف لليزا انها فتاة.

## روابط خارجية
- مقالات تستعمل روابط فنية بلا صلة مع ويكي بيانات